# Bulbothrix cinerea
Bulbothrix cinerea је врста лишаја иѕ породице  Parmeliaceae. Међу осталим врстама Bulbothrix, само B. isidiza има исидију у комбинацији са доњом страном, која је светло обојена. Име врсте се односи на ретку тамно сиву обојеност талуса.